# Cashion Community
La ville de Cashion Community (souvent nommée Cashion) est située dans le comté de Wichita, dans l’État du Texas, aux États-Unis. Sa population s’élevait à 348 habitants lors du recensement de 2010, estimée à 344 habitants en 2016.

## Source
- (en) Cet article est partiellement ou en totalité issu de l’article de Wikipédia en anglais intitulé « Cashion Community, Texas » (voir la liste des auteurs).